# Monde Nissin
Monde Nissin – filipińska firma spożywcza założona w 1979 roku. Jej główna siedziba znajduje się w Makati.